# Campionati europei di atletica leggera 2016 - Mezza maratona femminile
La mezza maratona femminile ai Campionati europei di atletica leggera 2016 si è svolta il 10 luglio 2016.

## Programma
| Data           | Ora   | Turno  |
| -------------- | ----- | ------ |
| 10 luglio 2016 | 09:30 | Finale |

## Risultati

### Individuale
| Class   | Atleta                       | Nazione       | Tempo   | Notes                                    |
| ------- | ---------------------------- | ------------- | ------- | ---------------------------------------- |
| Oro     | Sara Moreira                 | Portogallo    | 1:10:19 |                                          |
| Argento | Veronica Inglese             | Italia        | 1:10:35 | Miglior prestazione personale            |
| Bronzo  | Jéssica Augusto              | Portogallo    | 1:10:55 | Miglior prestazione personale stagionale |
| 4       | Rasa Drazdauskaitė           | Lituania      | 1:11:47 | Miglior prestazione personale            |
| 5       | Esma Aydemir                 | Turchia       | 1:11:49 | Miglior prestazione personale            |
| 6       | Ourania Rebouli              | Grecia        | 1:11:52 | Record nazionale                         |
| 7       | Monica Madalina Florea       | Romania       | 1:11:56 |                                          |
| 8       | Eva Vrabcová-Nývltová        | Rep. Ceca     | 1:12:01 |                                          |
| 9       | Agnieszka Mierzejewska       | Polonia       | 1:12:10 |                                          |
| 10      | Gemma Steel                  | Gran Bretagna | 1:12:19 |                                          |
| 11      | Sultan Haydar                | Turchia       | 1:12:34 |                                          |
| 12      | Ana Dulce Félix              | Portogallo    | 1:12:39 | Miglior prestazione personale stagionale |
| 13      | Alyson Dixon                 | Gran Bretagna | 1:12:47 | Miglior prestazione personale stagionale |
| 14      | Anna Incerti                 | Italia        | 1:12:51 | Miglior prestazione personale stagionale |
| 15      | Martina Strahl               | Svizzera      | 1:12:55 |                                          |
| 16      | Jacqueline Gandar            | Francia       | 1:13:00 |                                          |
| 17      | Anja Scherl                  | Germania      | 1:13:03 |                                          |
| 18      | Maryna Damantsevich          | Bielorussia   | 1:13:09 |                                          |
| 19      | Rosaria Console              | Italia        | 1:13:12 |                                          |
| 20      | Anne-Mari Hyryläinen         | Finlandia     | 1:13:13 |                                          |
| 21      | Olha Skrypak                 | Ucraina       | 1:13:14 |                                          |
| 22      | Paula Todoran                | Romania       | 1:13:16 | Miglior prestazione personale stagionale |
| 23      | Maja Neuenschwander          | Svizzera      | 1:13:18 |                                          |
| 24      | Krisztina Papp               | Ungheria      | 1:13:23 |                                          |
| 25      | Nina Savina                  | Bielorussia   | 1:13:23 | Miglior prestazione personale            |
| 26      | Elizeba Cherono              | Paesi Bassi   | 1:13:27 |                                          |
| 27      | Alessandra Aguilar           | Spagna        | 1:13:28 |                                          |
| 28      | Olivera Jevtić               | Serbia        | 1:13:39 |                                          |
| 29      | Laila Soufyane               | Italia        | 1:13:42 |                                          |
| 30      | Andrea Mayr                  | Austria       | 1:13:49 |                                          |
| 31      | Jess Draskau-Petersson       | Danimarca     | 1:13:50 | Miglior prestazione personale stagionale |
| 32      | Nastassia Ivanova            | Bielorussia   | 1:13:59 | Miglior prestazione personale            |
| 33      | Diana Lobačevskė             | Lituania      | 1:14:06 |                                          |
| 34      | Ruth van der Meijden         | Paesi Bassi   | 1:14:12 |                                          |
| 35      | Laura Manninen               | Finlandia     | 1:14:16 | Miglior prestazione personale            |
| 36      | Azucena Diaz                 | Spagna        | 1:14:21 |                                          |
| 37      | Iryna Somava                 | Bielorussia   | 1:14:44 |                                          |
| 38      | Catherine Bertone            | Italia        | 1:15:06 |                                          |
| 39      | Laura Hrebec                 | Svizzera      | 1:15:08 | Miglior prestazione personale            |
| 40      | Korlima Chemtai              | Israele       | 1:15:22 |                                          |
| 41      | Laurane Picoche              | Francia       | 1:15:24 |                                          |
| 42      | Sonja Roman                  | Slovenia      | 1:15:27 |                                          |
| 43      | Sevilay Eytemiş              | Turchia       | 1:15:36 |                                          |
| 44      | Anna Holm Baumeister         | Danimarca     | 1:15:40 |                                          |
| 45      | Andreea Alina Piscu          | Romania       | 1:15:47 | Miglior prestazione personale            |
| 46      | Marisa Barros                | Portogallo    | 1:15:53 |                                          |
| 47      | Sophie Duarte                | Francia       | 1:15:59 |                                          |
| 48      | Claire McCarthy              | Irlanda       | 1:16:02 |                                          |
| 49      | Kim Dillen                   | Paesi Bassi   | 1:16:11 |                                          |
| 50      | Sofiia Yaremchuk             | Ucraina       | 1:16:30 | Miglior prestazione personale stagionale |
| 51      | Isabell Teegen               | Germania      | 1:16:32 |                                          |
| 52      | Yelena Dolinin               | Israele       | 1:16:44 | Miglior prestazione personale            |
| 53      | Lily Partridge               | Gran Bretagna | 1:16:57 |                                          |
| 54      | Darya Mykhaylova             | Ucraina       | 1:17:06 |                                          |
| 55      | Katharina Heining            | Germania      | 1:17:15 |                                          |
| 56      | Estela Navascués             | Spagna        | 1:17:16 |                                          |
| 57      | Fanny Pruvost                | Francia       | 1:17:19 |                                          |
| 58      | Frida Lunden                 | Svezia        | 1:17:22 |                                          |
| 59      | Tina Muir                    | Gran Bretagna | 1:17:23 |                                          |
| 60      | Vanessa Fernandes            | Portogallo    | 1:17:27 |                                          |
| 61      | Kateryna Karmanenko          | Ucraina       | 1:17:28 | Miglior prestazione personale stagionale |
| 62      | Jamie van Lieshout           | Paesi Bassi   | 1:17:36 |                                          |
| 63      | Monika Juodeškaitė           | Lituania      | 1:17:39 |                                          |
| 64      | Veronika Brennhovd Blom      | Norvegia      | 1:17:45 |                                          |
| 65      | Martina Tresch               | Svizzera      | 1:17:47 |                                          |
| 66      | Anita Baierl                 | Austria       | 1:17:48 |                                          |
| 67      | Minna Lamminen               | Finlandia     | 1:17:48 |                                          |
| 68      | Kristine Helle               | Norvegia      | 1:17:50 | Miglior prestazione personale            |
| 69      | Remalda Kergytė-Dauskurdienė | Lituania      | 1:17:56 |                                          |
| 70      | Emma Nordling                | Svezia        | 1:17:58 |                                          |
| 71      | Gladys Ganiel O'Neill        | Irlanda       | 1:18:06 | Miglior prestazione personale stagionale |
| 72      | Svitlana Stanko-Klymenko     | Ucraina       | 1:18:18 |                                          |
| 73      | Eli Anne Dvergsdal           | Norvegia      | 1:18:29 | Miglior prestazione personale            |
| 74      | Anna Hahner                  | Germania      | 1:18:41 |                                          |
| 75      | Runa Skrove Falch            | Norvegia      | 1:19:11 |                                          |
| 76      | Cecilla Norrbom              | Svezia        | 1:19:19 |                                          |
| 77      | Tubay Erdal                  | Turchia       | 1:19:25 |                                          |
| 78      | Marthe Katrine Myhre         | Norvegia      | 1:19:38 |                                          |
| 79      | Zsófia Erdélyi               | Ungheria      | 1:21:32 |                                          |
| 80      | Agata Strausa                | Lettonia      | 1:21:42 |                                          |
| 81      | Yasemin Can                  | Turchia       | 1:23:25 |                                          |
| N.D.    | Charlotte Purdue             | Gran Bretagna | dnf     |                                          |
| N.D.    | Dominika Napieraj            | Polonia       | dnf     |                                          |
| N.D.    | Franziska Reng               | Germania      | dnf     |                                          |
| N.D.    | Meryem Erdoğan               | Turchia       | dnf     |                                          |
| N.D.    | Melina Trankle               | Germania      | dnf     |                                          |
| N.D.    | Militsa Mircheva             | Bulgaria      | dnf     |                                          |
| N.D.    | Marta Silvestre              | Spagna        | dnf     |                                          |
| N.D.    | Severine Hamel               | Francia       | dnf     |                                          |
| N.D.    | Liliana Danci                | Romania       | dnf     |                                          |

### Squadre[2]
| Class   | Nazione                                                                                   | Tempo   | Note |
| ------- | ----------------------------------------------------------------------------------------- | ------- | ---- |
| Oro     | Portogallo Sara Moreira Jéssica Augusto Dulce Félix Marisa Barros Vanessa Fernandes       | 3:33:53 |      |
| Argento | Italia Veronica Inglese Anna Incerti Rosaria Console Laila Soufyane Catherine Bertone     | 3:36:38 |      |
| Bronzo  | Turchia Esma Aydemir Sultan Haydar Sevilay Eytemiş Tubay Erdal Yasemin Can Meryem Erdoğan | 3:39:59 |      |
| 4       | Bielorussia                                                                               | 3:40:31 |      |
| 5       | Romania                                                                                   | 3:40:59 |      |
| 6       | Svizzera                                                                                  | 3:41:21 |      |
| 7       | Gran Bretagna                                                                             | 3:42:03 |      |
| 8       | Lituania                                                                                  | 3:43:32 |      |
| 9       | Paesi Bassi                                                                               | 3:43:50 |      |
| 10      | Francia                                                                                   | 3:44:23 |      |
| 11      | Spagna                                                                                    | 3:45:05 |      |
| 12      | Finlandia                                                                                 | 3:45:17 |      |
| 13      | Ucraina                                                                                   | 3:46:50 |      |
| 14      | Germania                                                                                  | 3:46:50 |      |
| 15      | Norvegia                                                                                  | 3:54:04 |      |
| 16      | Svezia                                                                                    | 3:54:39 |      |